# Regions del Marroc

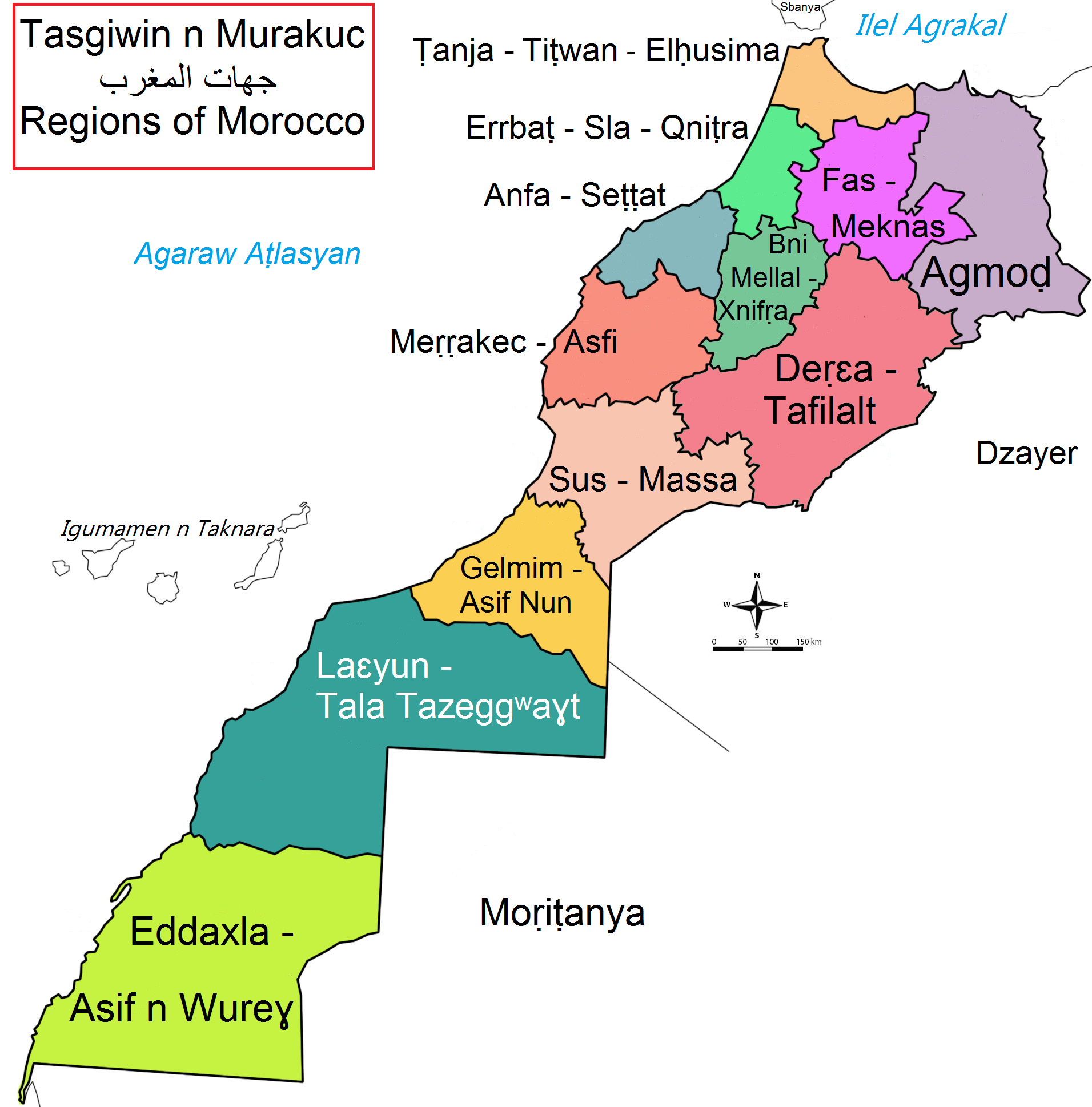
Les 12 regions administratives del Marroc (en llur nom nadiu amazic)

Divisió administrativa marroquina

Les regions del Marroc (àrab: جهات المغرب, jihāt al-Maḡrib; amazic: tasgiwin n Murakuc) són la més alta divisió administrativa del Marroc. Després de la reforma administrativa de 2015 han estat reduïdes de 16 a 12. Aquestes dotze regions inclouen una (Dakhla-Oued Ed-Dahab) que cau completament en el territori disputat del Sàhara Occidental i dos (Laâyoune-Sakia El Hamra, Guelmim-Oued Noun) que en prenen una part. Aquestes regions se subdivideixen en un total de 75 divisions menors, que són prefectures i províncies. Fins 2015 cada regió marroquina era governada per un wali nomenat pel Rei, així com un consell elegit pels votants d'aquesta àrea. El Wali també és governador de la província o prefectura on resideix.

## Nom
Les regions del Marroc s'anomenen jiha (àrab: جهة, jiha) o tamnaḍt (amazic estàndard marroquí: ⵜⴰⵎⵏⴰⴹⵜ, tamnaḍt).
El mot àrab jiha significa ‘districte’, ‘barri’, ‘província ’o ‘regió’, en àrab, i només s'empra administrativament al Marroc per a indicar una subdivisió administrativa de primer nivell.

## Història

### De 1959 a 1997
Iniciada en els primers anys de la independència, la descentralització es va establir en tres nivells de col·lectivitats territorials després del Dahir n. 1-59-351 de 1r Jumada II 1379 (2 de desembre de 1959) relativa a la divisió territorial del Regne: les regions, les prefectures (dels antics departaments), i municipis.
Es van realitzar diverses redistribucions per tenir en compte els canvis de població, dividint les prefectures en què es dividien les regions s'hi afegiren les províncies.

### De 1997 a 2015
La llei n. 47-96 de 1997 relativa a l'organització de la regió ha reduït el seu paper només al terreny administratiu per transferir les competències de les 16 regions a les wilayes tradicionals, que adquiriren la condició de col·lectivitat territorial en comptes de la regió.
El decret n. 2-09-319 de l'11 de juny de 2009 ha modificat encara més l'esquema en declarar: "El regne es divideix en disset (17) wilayes agrupant seixanta-dues (62) províncies, tretze (13) prefectures i vuit (8) prefectures de districte, així com comunes urbanes i rurals. » La regió Tanger-Tetuan ha reagrupat dues wilayes.

Mapa de les antigues regions del Marroc

Els números de la llista ordenats són els que figuren al mapa; entre parèntesis també hi ha els codis ISO 3166-2 corresponents (fins a 2 xifres) :
1. Chaouia-Ouardigha (6)
2. Doukkala-Abda (11)
3. Fès-Boulemane (14)
4. Gharb-Chrarda-Béni Hssen (5)
5. Gran Casablanca (9)
6. Guelmim-Es Semara (3)
7. Laâyoune-Boujdour-Sakia El Hamra (2)
8. Marràqueix-Tensift-El-Haouz (7)
9. Meknès-Tafilalet (13)
10. L'Oriental (8)
11. Oued Ed-Dahab-Lagouira (1)
12. Rabat-Salé-Zemmour-Zaer (10)
13. Souss-Massa-Draâ (4)
14. Tadla-Azilal (12)
15. Tànger-Tetuan (16)
  1. Wilaya de Tanger
  2. Wilaya de Tetuan
16. Taza-Al Hoceima-Taounate (15)

### Des de 2015
La Constitució marroquina de 2011 ha erigit la regió com una entitat legal separada de l'Estat, amb un poder de regulació per a l'exercici de les seves funcions. En 2015, el Marroc es dota d'uns nova divisió territorial., anunciada pel projecte de regionalització avançada de 2011.

## La regió com a subdivisió administrativa
La llei orgànica n. 111-14 relativa a les regions estipula a l'article 3 que la regió constitueix una de les subdivisions territorials del regne. Aquesta llista inclou la llista de regions després de l'entrada en vigor de la nova classificació per regions el 2015.
| Codi geogràfic | Nom de la regió          | Capital     | Subdivisions                       | Subdivisions      | Població 2014      | Població 2014 | Superfície | Superfície | Densitat (en habitants/km²) |
| Codi geogràfic | Nom de la regió          | Capital     | Nombre de províncies i prefectures | Nombre de comunes | Nombre d'habitants | %             | (en km²)   | %          | Densitat (en habitants/km²) |
| -------------- | ------------------------ | ----------- | ---------------------------------- | ----------------- | ------------------ | ------------- | ---------- | ---------- | --------------------------- |
| 1              | Tànger-Tetuan-Al Hoceima | Tànger      | 7                                  | 110               | 3.556.729          | 10,51         | 13.712     | 1,93       | 259,39                      |
| 2              | L'Oriental               | Oujda       | 8                                  | 147               | 2.314.346          | 6,84          | 36.241     | 5,10       | 63,86                       |
| 3              | Fes-Meknès               | Fes         | 9                                  | 194               | 4.236.892          | 12,52         | 40.075     | 5,64       | 105,72                      |
| 4              | Rabat-Salé-Kenitra       | Rabat       | 7                                  | 114               | 4.580.866          | 13,53         | 18.194     | 2,56       | 251,78                      |
| 5              | Béni Mellal-Khénifra     | Beni Mellal | 6                                  | 164               | 2.520.776          | 7,45          | 41.033     | 5,77       | 61,43                       |
| 6              | Casablanca-Settat        | Casablanca  | 9                                  | 153               | 6.861.739          | 20,27         | 19.448     | 2,74       | 352,82                      |
| 7              | Marràqueix-Safi          | Marràqueix  | 8                                  | 251               | 4.520.569          | 13,36         | 39.167     | 5,51       | 115,42                      |
| 8              | Drâa-Tafilalet           | Er Rachidia | 5                                  | 109               | 1.635.008          | 4,83          | 132.167    | 18,59      | 12,37                       |
| 9              | Souss-Massa              | Agadir      | 6                                  | 175               | 2.676.847          | 7,91          | 53.789     | 7,57       | 49,77                       |
| 10             | Guelmim-Oued Noun        | Guelmim     | 4                                  | 53                | 433.757            | 1,28          | 46.108     | 6,49       | 9,41                        |
| 11             | Laâyoune-Sakia El Hamra  | Laâyoune    | 4                                  | 20                | 367.758            | 1,09          | 140.018    | 19,7       | 2,63                        |
| 12             | Dakhla-Oued Ed-Dahab     | Dakhla      | 2                                  | 13                | 142.955            | 0,42          | 130.898    | 18,41      | 1,09                        |
|                |                          | Total       | 75                                 | 1503              | 33.848.242         | 100           | 710.850    | 100        | 47,62                       |

## La regió com a col·lectivitat territorial
La regió disposa d'un òrgan deliberant, el consell regional elegit, d'un òrgan executiu, el president, elegit per l'assemblea. L'acció regional s'executa sota el control del wali de la regió, representant el poder central. El monarca nomena els walis a proposta del cap de govern.

### Organització

#### Òrgan deliberant: el consell regional
El consell regional és l'assemblea deliberant de la regió, elegida per sufragi universal directe pels electors de la regió. Igual que altres col·lectivitats territorials, els seus membres són elegits per un mandat de sis anys.
L'article 73 de la llei orgànica n° 59-11, relativa a l'elecció dels membres dels consells de les col·lectivitats territorials., fixa el nombre dels membres del consell regional proporcionalment a la població de cada regió. La següent taula resumeix la disposició de l'article citat.
| Població                    | Nombre de consellers regionals |
| --------------------------- | ------------------------------ |
| Inferior a 250.000          | 33                             |
| entre 250.001 i 1.000.000   | 39                             |
| entre 1.000.001 i 1.750.000 | 45                             |
| entre 1.750.001 i 2.500.000 | 51                             |
| entre 2.500.001 i 3.000.000 | 57                             |
| entre 3.000.001 i 3.750.000 | 63                             |
| entre 3.750.001 i 4.500.000 | 69                             |
| Més de 4.500.001            | 75                             |

Segons la llei orgànica n° 111-14 els membres de la Mesa del Consell Regional són elegits just després de l'elecció del president. Se'ls aplica els mateixos termes d'incompatibilitat. L'article 28 estipula que s'han d'establir un mínim de tres comissions immediatament després de l'aprovació de l'estatut intern. Aquestes comissions seran responsables de l'estudi de qüestions de pressupost, desenvolupament econòmic, social i ambiental, planificació de l'espai. En virtut de l'article 36, el Consell es reuneix anualment en tres períodes ordinaris de sessions: març, juliol i octubre. Aquestes sessions es duran a terme en presència del wali (en representació del govern central), o del seu representant, i qualssevol altres persones en altres jurisdiccions en qualitat d'assessors. La durada de cada sessió no podrà ser superior a quinze dies (article 37), que es podrà prorrogar per un mateix període.

#### Òrgan executiu: el president
L'òrgan executiu té la funció de preparació i execució de les deliberacions. Ocupa una plaça central perquè és el cap de l'administració local. Aquesta funció s'assigna al President Regional.
El president del Consell Regional és elegit a la primera reunió del consell regional després de l'elecció de l'assemblea. L'elecció es realitzarà per majoria absoluta dels membres del consell per un període de 6 anys. Si aquest requisit de majoria no es compleix després de les dues primeres votacions, caldrà només la majoria relativa a la tercera ronda. En cas d'empat, l'elecció es realitzarà en benefici de l'edat. Per a l'elecció, l'Assemblea podrà no deliberar vàlidament si no hi són presents dos terços dels consellers mínims.

#### Situació en 2015
| Regió                     | Wali                | President          | President         | Consell regional               | Consell regional | Percentatge PIB (2013) |
| Regió                     | Wali                | Nom                | Filiació política | Nombre de consellers regionals | nombre d'agents  | Percentatge PIB (2013) |
| ------------------------- | ------------------- | ------------------ | ----------------- | ------------------------------ | ---------------- | ---------------------- |
| Tanger-Tétouan-Al Hoceïma | Mohamed El Yaacoubi | Ilyass El Omari    | PAM               | 63                             | -                | 8,9%                   |
| L'Oriental                | Mohamed Mhidia      | Abdenbi Bioui      | PAM               | 51                             | -                | 4,5%                   |
| Fès-Meknès                | Saïd Zniber         | Mohand Laenser     | MP                | 69                             | -                | 9,1%                   |
| Rabat-Salé-Kénitra        | Abdelouafi Laftit   | Abdessamad Sekkal  | PJD               | 75                             | -                | 15,8%                  |
| Béni Mellal-Khénifra      | Mohamed Derdouri    | Brahim Moujahid    | PAM               | 57                             | -                | 6,6%                   |
| Casablanca-Settat         | Khalid Safir        | Mustapha Bakkoury  | PAM               | 75                             | -                | 32,2%                  |
| Marrakech-Safi            | Mohamed Moufakir    | Ahmed Akhchichene  | PAM               | 75                             | -                | 9,5%                   |
| Drâa-Tafilalet            | Mohamed Fanid       | El Habib Choubani  | PJD               | 45                             | -                | 3%                     |
| Souss-Massa               | Zineb El Adaoui     | Ibrahim Hafidi     | RNI               | 57                             | -                | 6,4%                   |
| Guelmim-Oued Noun         | Mohamed Benribak    | Abderrahim Bouaïda | RNI               | 39                             | -                | 1,3%                   |
| Laâyoune-Sakia El Hamra   | Bouchaab Yahdih     | Hamdi Ould Rachid  | Istiqlal          | 39                             | -                | 1,5%                   |
| Dakhla-Oued Ed Dahab      | Lamine Benomar      | Khayyat Yanja      | Istiqlal          | 33                             | -                | 1,0%                   |

### Repartiment de competències
D'acord amb l'article 140 de la Constitució, les col·lectivitats territorials tenen dos tipus de competències pròpies, les compartides amb l'Estat i les que els són transferibles pel principi de subsidiarietat.
D'altra banda, la Constitució dota les regions i altres col·lectivitats territorials dels seus propis recursos financers i econòmics assignats per l'Estat (article 141). Qualsevol transferència de competències de l'Estat a les autoritats locals ha d'anar acompanyada de la corresponent transferència de recursos.
També sol·licitarà crear, per un període determinat, en profit de les regions, un fons de nivell social per a la reversió dels dèficits en el desenvolupament humà, infraestructures i equipament. També crearà un fons de solidaritat interregional per a la distribució equitativa dels recursos, amb el propòsit de reduir les diferències entre regions.
La Llei orgànica n. 111-14 especifica les competències de les regions, les competènciess compartides amb l'Estat, i les competències transferibles (Seccions 80-95).

#### Competències pròpries
- Desenvolupament régional: desenvolupament econòmic, formació professional, formació contínua i l'ocupació, desenvolupament rural, transport regional, conservació del patrimoni cultural de la regió, gestió dels parcs regionals, etc.
- Planificació del territori: desenvolupament del pla d'ordenació del territori regional.

#### Competències compartides
- Desenvolupament econòmic: Millora de l'atractiu regional per a la inversió, l'ocupació, la investigació científica.
- Desenvolupament rural: creació de pols agraris, electrificació i remissió d'aigua potable a pobles remots, etc.
- Desenvolupament social: promoció de l'habitatge social, l'esport i el lleure, etc.
- Medi ambient: gestió dels recursos naturals i la lluita contra la contaminació i la desertificació, la gestió de parcs i dels boscos protegits.
- Cultura: millora del patrimoni regional, manteniment dels monuments, gestió de les institucions culturals.
- Turisme: Promoció del turisme.

#### Competències transferibles
Aquestes són les competències de l'Estat que seran transferides gradualment a les regions. Són:
- Equips i infraestructures regionals;
- Indústria;
- Salut;
- Comerç;
- Educació;
- Cultura;
- Esport;
- Energia, Aigua i Medi Ambient.

## Enllaçons externs
- Portail national des collectivités territoriales[Enllaç no actiu]
  - Données sur les Collectivités Territoriales Arxivat 2015-07-17 a Wayback Machine.
  - Nouveau textes juridiques et réglementaires régissant les collectivités territoriales Arxivat 2015-07-17 a Wayback Machine.